# Deadwood (South Dakota)
Deadwood ist eine Stadt in Lawrence County, South Dakota nahe den Black Hills in den Vereinigten Staaten von Amerika. Das U.S. Census Bureau hat bei der Volkszählung 2020 eine Einwohnerzahl von 1156 ermittelt. 
Deadwood lebt wegen seiner Rolle für die Geschichte des Wilden Westens vom Tourismus. Der Ort ist als Deadwood Historic District in der Liste der National Historic Landmarks aufgeführt.

## Lage
Der Ort liegt in einer knapp 300 Meter breiten und mehrere hundert Meter tiefen Schlucht, die von den ersten Siedlern der zahlreichen umgestürzten Bäume wegen «Deadwood Gulch» («Totholz-Schlucht») genannt wurde. Diese liegt zwischen bewaldeten Bergen, die den Sioux heilig waren. Die Schlucht wird vom Whitewood-Creek durchflossen, der in den Anfangszeiten seinen Lauf oft änderte, da sein Bett von Goldsuchern immer wieder umgeleitet wurde. Parallel zum Fluss verläuft die Main Street.

## Geschichte

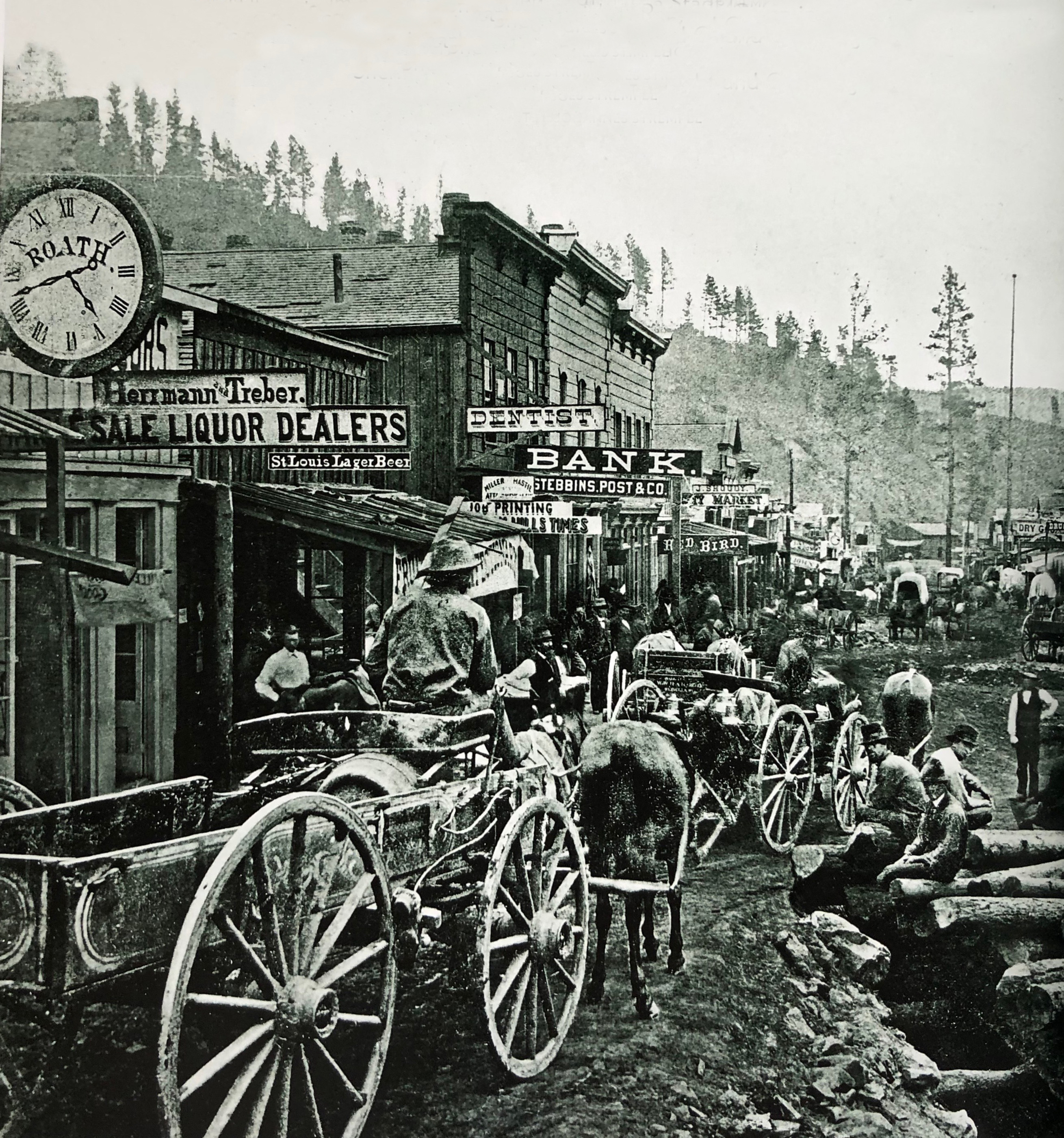
Die Main Street 1876

Der Ort Deadwood wurde während der Großen Depression 1876 gegründet. Er entstand aus einem Zeltlager von Goldgräbern, die während des Goldrauschs in die Black Hills gezogen waren. Die Siedlung und die Ausbeutung der Goldvorkommen waren illegal, da das Gebiet im Vertrag von Fort Laramie 1868 den Sioux zugesichert war. Gesetze, eine Rechtsordnung und eine Obrigkeit gab es nicht. Der abgelegene Ort wuchs innerhalb weniger Monate von 400 Menschen im Februar bis auf über 5000 im Sommer. Die Bewohner waren neben Goldgräbern und anderen Glücksrittern Zimmerleute, Händler, Schlachter, Anwälte, Priester, Trapper und ungelernte Arbeiter auf der Suche nach Arbeit. Dazu kamen zahlreiche Pferdediebe, Falschspieler und andere Kriminelle, für die ein Ort ohne Gesetze und Sheriff wie geschaffen war. Ein Reporter des «Scribner’s Monthly» schrieb, er habe noch nie „so viele verhärtete und brutal aussehende Männer versammelt gesehen“. Tote gab es dennoch wenige; 1876 wurden lediglich vier Männer getötet. Das erste namentlich bekannte Opfer war der Revolverheld Wild Bill Hickok.
Ein Prozent der Bewohner war weiblich, viele waren Prostituierte. Kinder und Alte gab es kaum. Der Hauptanteil der Bevölkerung bestand aus jungen Männern zwischen 20 und 30 Jahren. 40 Prozent waren Einwanderer, viele aus Großbritannien und Deutschland. Diese waren es auch, die schon im Juni 1876 eine erste Brauerei eröffneten. Das erste Kind kam in Deadwood am 4. Juli 1876 zur Welt.

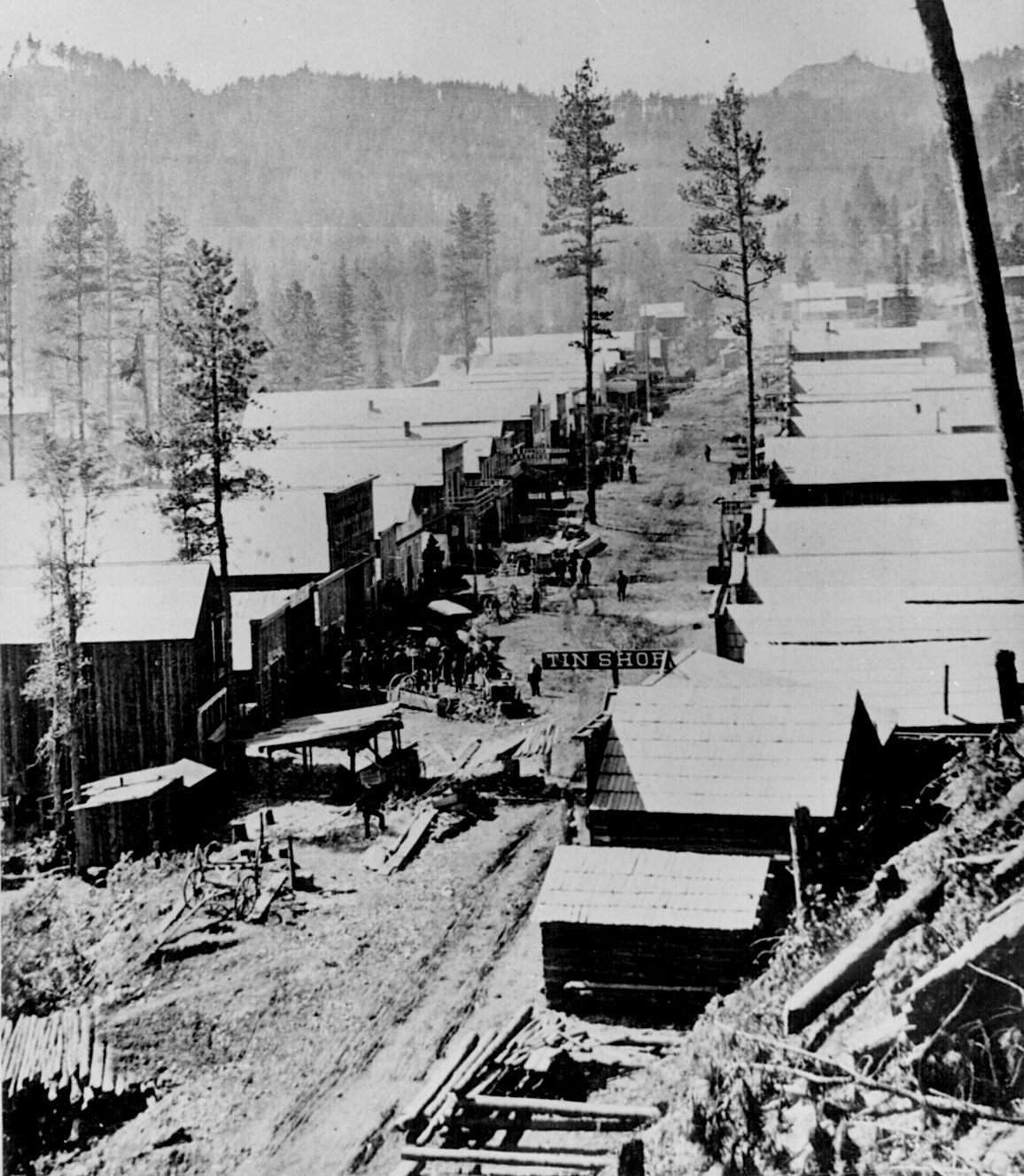
1876

Im Frühjahr 1876 eröffnete ein P. A. Gushurst das erste Lebensmittelgeschäft, zahlreiche weitere folgten in kurzer Zeit. Das erste Hotel war das «Grand Central», das in einem Inserat den Bau eines luxuriösen dritten Stockwerks ankündigte.

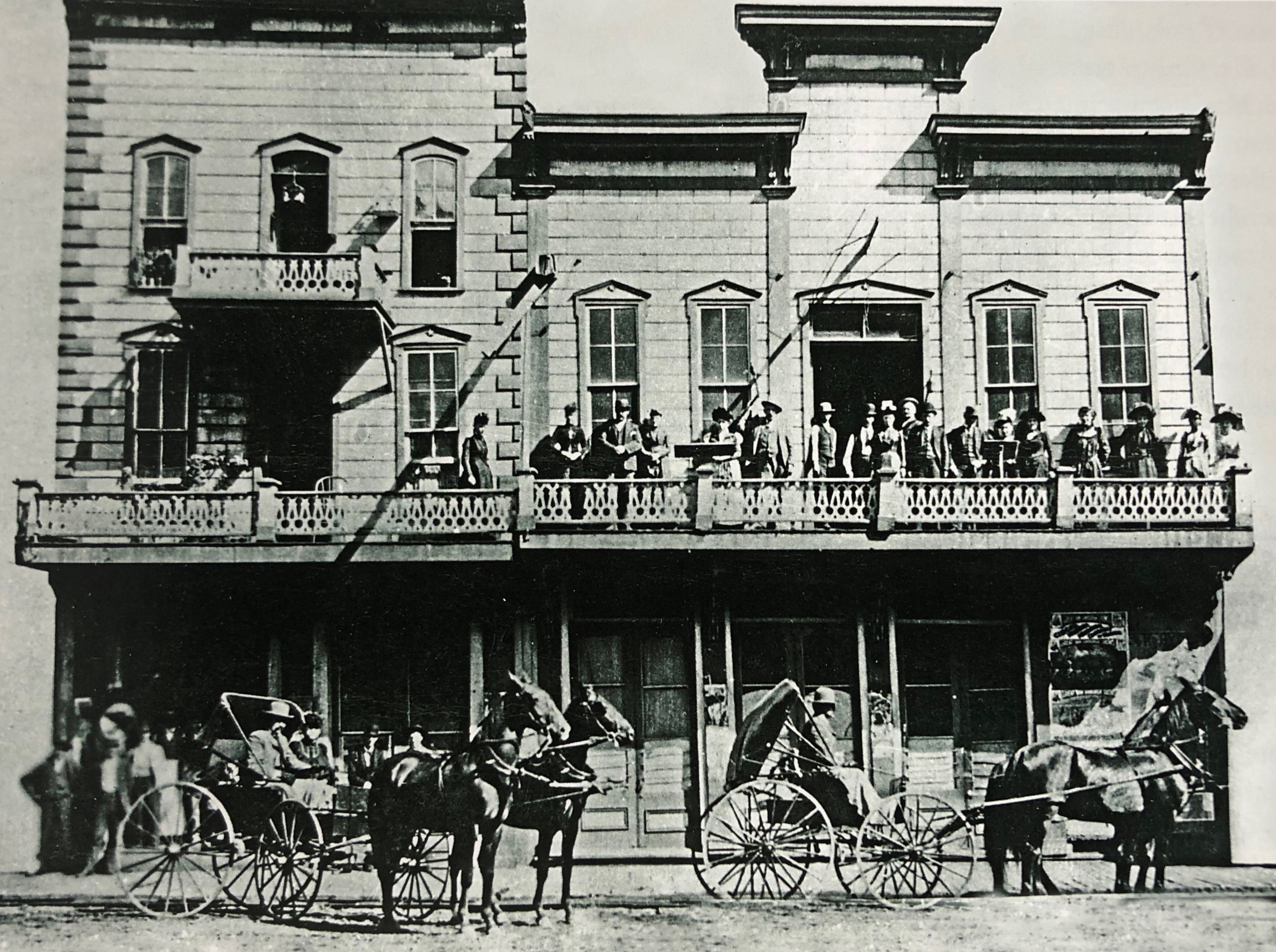
Das Gem 1878

Bekanntester Saloon und zugleich größtes Bordell der Stadt war das am 7. April 1877 eröffnete Gem Variety Theater am nördlichen Ende der Main Street. Es stand unter der Führung des berüchtigten Zuhälters Al Swearengen, der pro Nacht damit einen Umsatz von 5000 Dollar erwirtschaftet haben soll.
Am 14. August 1876 richteten engagierte Bürger ein Komitee ein, das den Ort kontrollieren konnte, soweit das möglich war. Es bestand aus fünf Männern, darunter der 29-jährige Seth Bullock aus Montana, der erst kurze Zeit zuvor mit seinem Geschäftspartner Sol Star in Deadwood eingetroffen war und einen Eisenwarenladen eröffnet hatte. Die Gruppe nannte sich «Board of Health», da ihre erste Sorge der Bekämpfung der eben eingeschleppten Pocken galt.
Auch wenn die Gruppe gute Arbeit leistete, mehrten sich die Rufe nach einer offiziellen Stadtregierung. In einer Abstimmung am 11. September 1876 waren 1082 Bürger dafür, eine solche einzurichten; 57 stimmten dagegen. Als Hauptverantwortliche gewählt wurden ein Bürgermeister, ein Richter und ein Polizeichef, dazu kamen vier weitere Mitglieder. Innerhalb eines Monats wurden zahlreiche Gesetze und Verordnungen erlassen und Steuern erhoben.
Aber die erste Regierungszeit dauerte nur wenige Monate. Nach der Schlacht am Little Bighorn 1876 wurde das Sioux-Reservat zerschlagen, die Black Hills gehörten fortan zum US-Territorium Dakota. Deadwood wurde Hauptort des 1875 gegründeten Landkreises Lawrence County. Damit wurde die Siedlung legitimiert und es galten US-Gesetze. Erster Sheriff wurde Seth Bullock. Obwohl er nur gut neun Monate im Amt war, legte er in dieser Zeit die Grundlage einer neuen Ordnung in Deadwood. Dadurch wurde der Ort nun auch für Investoren, Geschäftsleute und Spekulanten interessant, die sich in größerer Zahl in Deadwood niederließen. Die klassischen Goldwäscher zogen weiter, der Goldabbau erfolgte mit schweren Maschinen. Immer mehr Arbeiter ließen sich mit ihren Familien im Ort nieder und besiedelten neue Gebiete an den Hügeln. Eine Postkutschenlinie und eine Telegrafenverbindung wurden eingerichtet, Banken, Kirchen, Feuerwehr, ein Postamt und eine Schule entstanden.
Am 25. September 1879 brach in einer Bäckerei ein Feuer aus und breitete sich schnell auf andere Gebäude aus. 300 Häuser brannten nieder, 2000 Menschen wurden obdachlos. Die Stadt wurde wieder aufgebaut, mehrheitlich mit soliden Häusern aus Ziegeln und Stein. Im Dezember 1987 wurde die Stadt wieder durch einen Brand schwer getroffen. Um den Wiederaufbau zu finanzieren und eine neue wirtschaftliche Basis zu bekommen, wurden ungewöhnliche Mittel diskutiert. Am 1. November 1989 wurde in Deadwood das Glücksspiel offiziell erlaubt.
Deadwood erhielt im Juli 1961 den Status eines National Historic Landmarks zuerkannt. Seit Oktober 1966 ist es als Historic District im National Register of Historic Places eingetragen.

## Personen
Prominenteste Bürger der Stadt waren der Revolverheld Wild Bill Hickok, der dort am 2. August 1876 im Saloon No. 10 erschossen wurde, der Saloonbesitzer Al Swearengen, die Western-Heldin Calamity Jane und Sheriff Seth Bullock. Eine Zeit lang hielten sich auch die Revolverhelden Doc Holliday und Wyatt Earp in Deadwood auf.

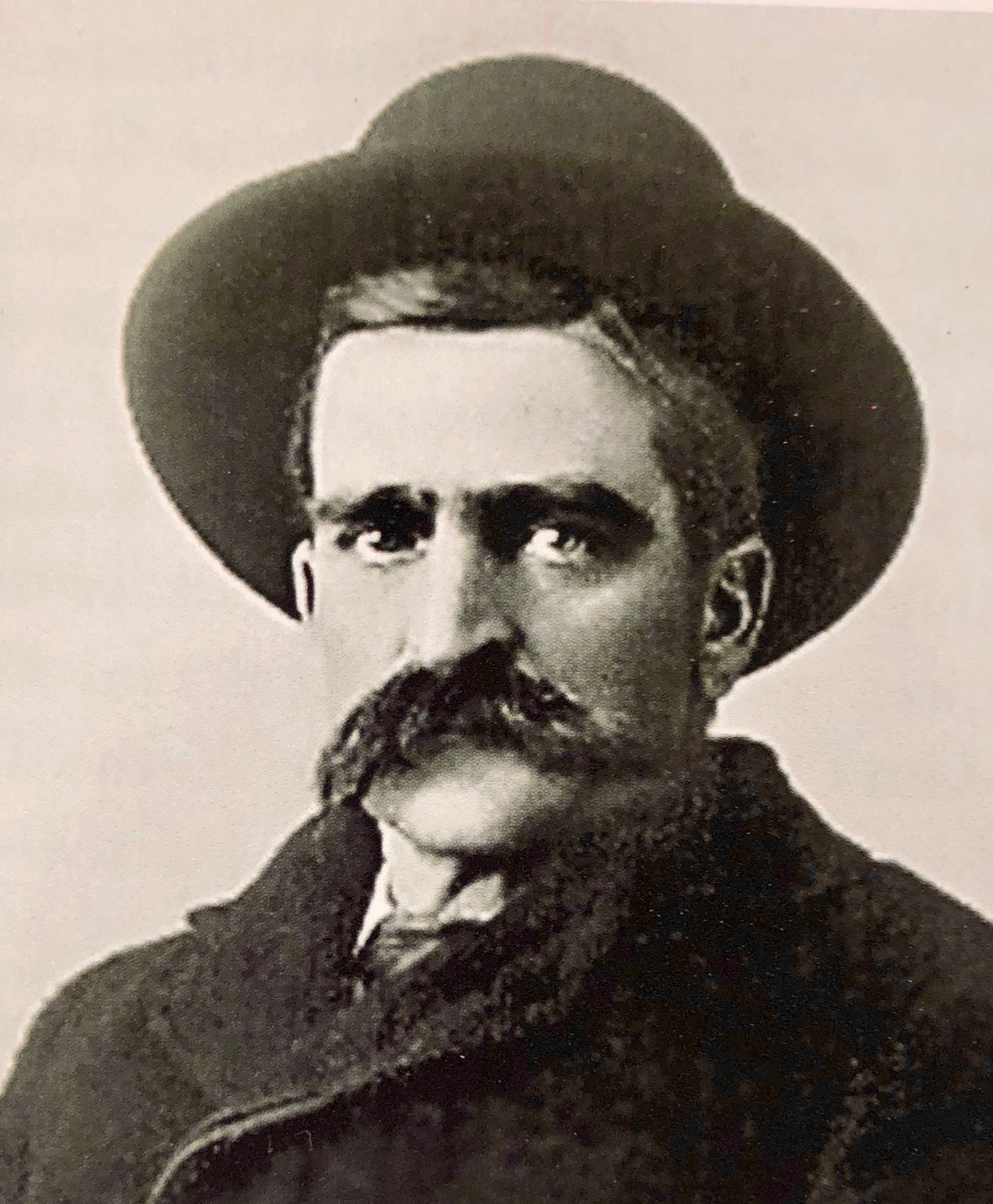
Sheriff Seth Bullock
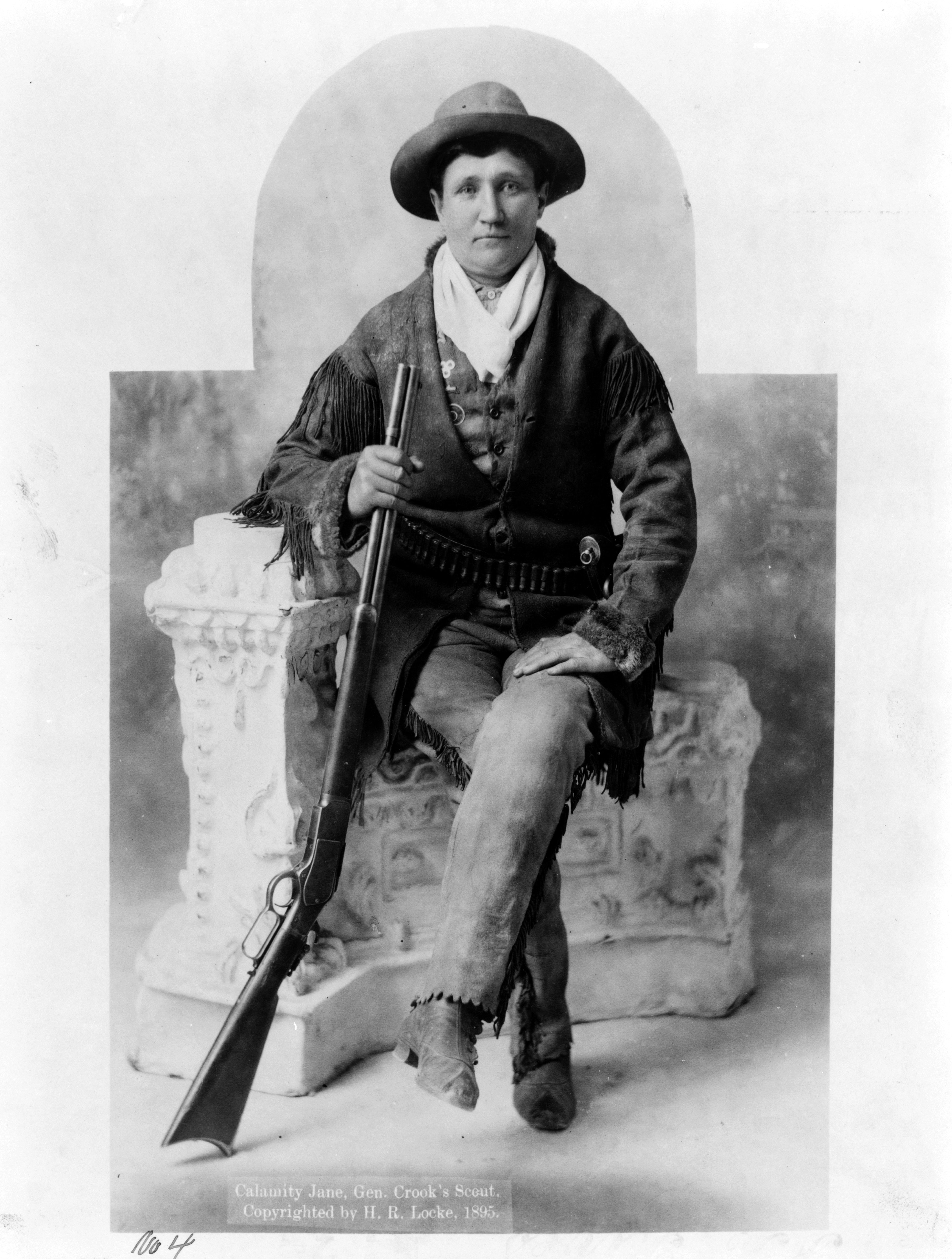
Calamity Jane
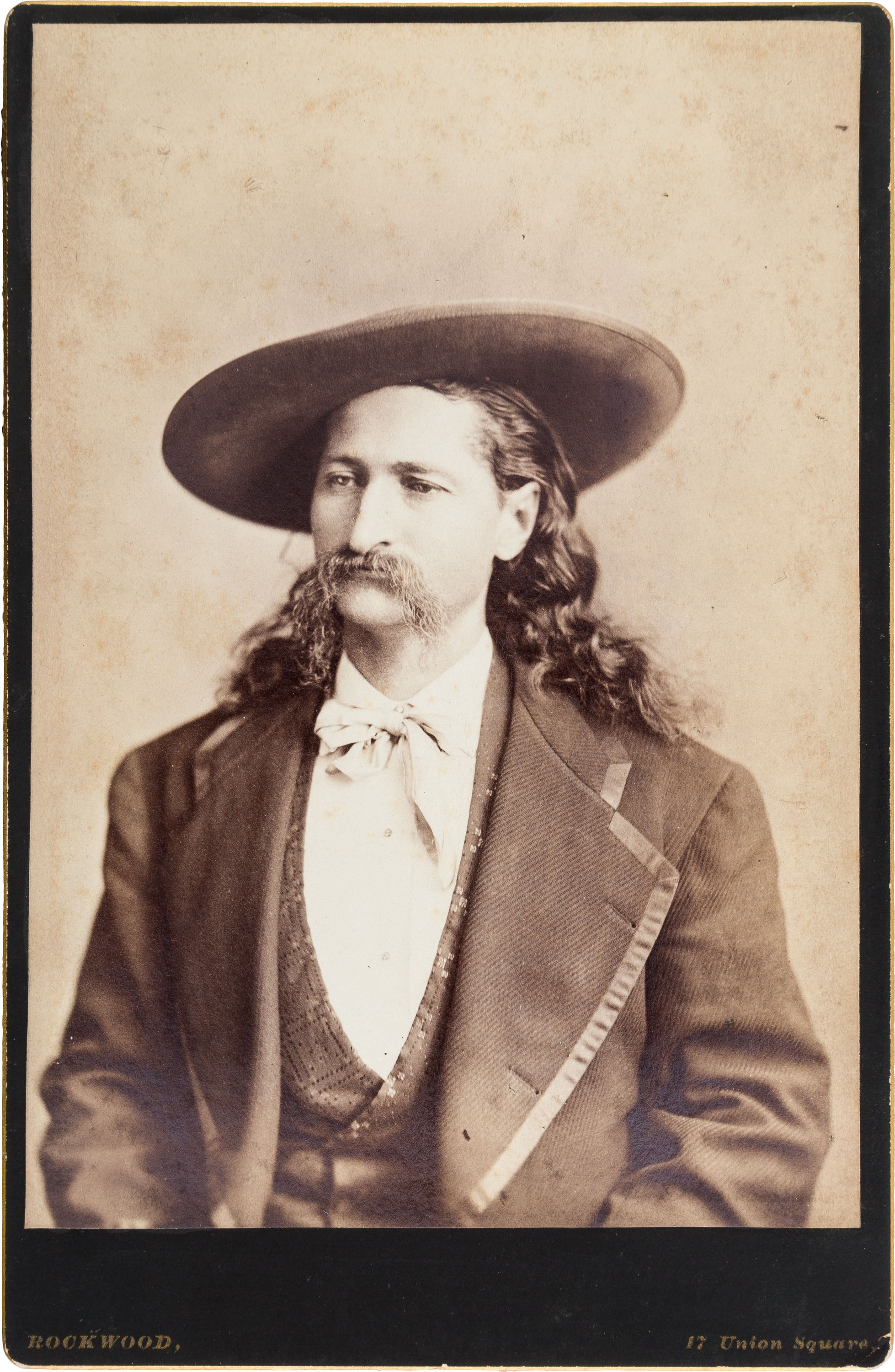
Wild Bill Hickok
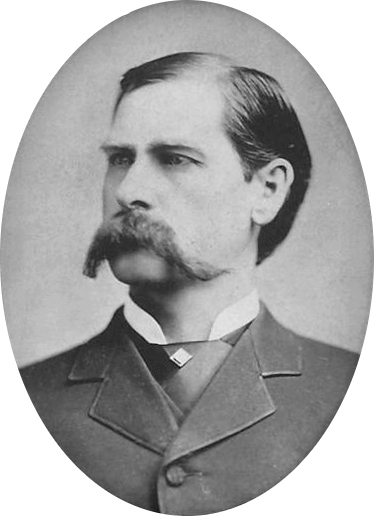
Wyatt Earp

Der Filmregisseur Alfred Louis Werker (1896–1975) wurde hier geboren.

## Rezeption
- 1999 erschien von Hermann (Hermann Huppen) der Comicband Der Tod von Wild Bill. Die Handlung spielt in und um Deadwood.
- Die Stadtgründung ist Handlung der HBO-Fernsehserie Deadwood sowie des 2019 produzierten und gleichnamigen Films.
- 1986 erschien der Roman Deadwood von Pete Dexter, der sich mit der Gründung der Stadt und seinen berühmten Bürgern beschäftigt.